# Janko Jordan
Janko Jordan - Pilat, slovenski partizan, politik in lovski čuvaj, * 12. julij 1908, Malenci, † ?.
Kot pripadnik Vzhodnodolenjskega odreda je bil eden izmed odposlancev, ki so se udeležili Zbora odposlancev slovenskega naroda v Kočevju.